# Chathamkricka
Chathamkricka (Anas chathamica) är en utdöd fågelart i familjen änder inom ordningen andfåglar. Den förekom tidigare i ögruppen Chathamöarna tillhörande Nya Zeeland.

## Tidigare förekomst och systematik
Fågeln förekom tidigare på Chathamöarna utanför Nya Zeeland. Den beskrevs 1955 utifrån belämningar i Canterbury Museums samlingar.
Inledningsvis placerades den i det egna släktet Pachyanas och troddes vara släkt med gravänder i Tadorna. Nyligen gjordes dock en analys av artens mitokondrie-DNA vars resultat visar att den ingår i släktet Anas och troligen står närmast brun kricka, aucklandkricka och campbellkricka.

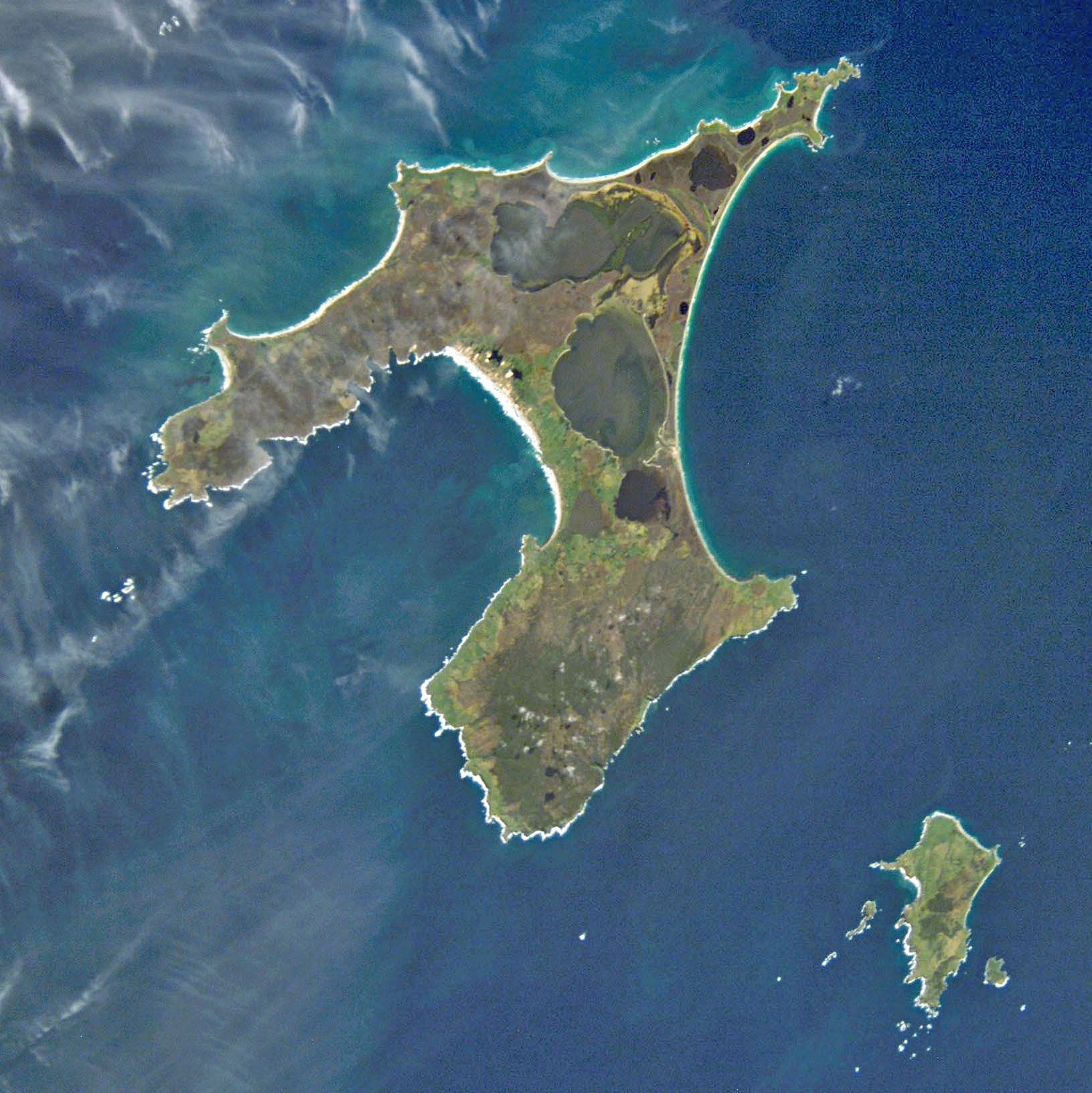
Flygbild över Chathamöarna, där chathamanden förekom.

## Utseende och utdöende
Vissa författare föreslår att arten inte kunde flyga, men jämfört med andra änder var chathamandens vingar inte tillbakabildade som hos flygoförmögna änder. Chathamkrickan dog troligen ut kring 1500-talet på grund av jakt.